# Кооквын
Кооквы́н (Глубокая) — река в России, на севере Дальнего Востока, протекает по территории Иультинского района Чукотского автономного округа.
Длина реки 41 км.
Образуется слиянием Левого и Правого Кооквынов у северного подножия горы Лунная (1159 м), впадает в Паляваам, являясь его левым притоком. Высота устья — 285 м над уровнем моря.
Название в переводе с чукот. — «глубокое место».
Притоки (от устья): Аврэнваам, Нижний, Средний, Перевальный, Каменистая, Архар.
В устье реки действовал гидрологический пост «Глубокая».